# Бюффе, Луи
Луи Жозеф Бюффе (фр. Louis Joseph Buffet; 26 октября 1818, Вогезы — 7 июля 1898, Париж) — французский политик и государственный деятель, возглавлял Совет министров Франции с 10 марта 1875 по 9 марта 1876 года.

## Биография
Луи Жозеф Бюффе родился в департаменте Вогезы.
После получения юридического образования работал адвокатом. В 1848 году был избран депутатом от департамента Вогезы. Дважды был министром во время президентства Шарля Луи Наполеона Бонапарта.
После государственного переворота 2 декабря 1851 года Луи Бюффе надолго отказался от всякого участия в общественных и политических делах страны, и лишь в 1863 году он был избран, в качестве оппозиционного кандидата, в законодательный корпус, где был оратором «средней» партии, старавшейся соединить дело реформ с верностью династии и в особенности домогавшейся расширения парламентских полномочий и прав.
Избранный вновь в мае 1869 года, будучи в Третьей партии, он много содействовал победе либерального центра и был одним из инициаторов подписанного 116 депутатами запроса, вызвавшего отставку министерства Руэ и декрет Сената, в силу которого палаты получили больше прав.
В парламентском министерстве, образованном 2 января 1870 года Эмиля Оливье, Бюффе получил портфель министра финансов, но 14 апреля ушёл в отставку вместе с графом Дарю, так как при вопросе о плебисците он признавал за императором право обращения к народу лишь по чисто династическим вопросам.
По избрании его 8 февраля 1871 года в национальное собрание, он примкнул к правому центру и, когда Греви, президент национального собрания, ушёл в отставку, Бюффе был избран 4 апреля 1873 года его преемником. В этом качестве принимал в 1873 году деятельное участие в низвержении Тьера, а в 1875 году — в проведении конституционных законов.
После обнародования их, он сформировал, 10 марта 1875 года, консервативно-республиканское министерство, в которое сам он вошел в качестве вице-президента совета и министра внутренних дел. Но так как он примыкал все более и более к клерикалам и бонапартистам, подавал голос за клерикальные законы об образовании и вносил предложения о введении более строгих законов для прессы и о сохранении осадного положения в значительных городах, то подозреваемый одними в республиканских тенденциях, а другими — в реакционных, он был оставлен всеми и обойден при избрании 75 пожизненных сенаторов. Так как он не был выбран и при сенаторских выборах по департаментам, а при выборах в палату депутатов потерпел неудачу в четырёх департаментах, то он решил 24 февраля 1876 года окончательно уйти в отставку.
Позже Бюффе был избран пожизненным сенатором, и в этом качестве он выступил горячим противником правительства по вопросам начального обучения.
Луи Жозеф Бюффе скончался 7 июля 1898 года в столице Франции городе Париже.

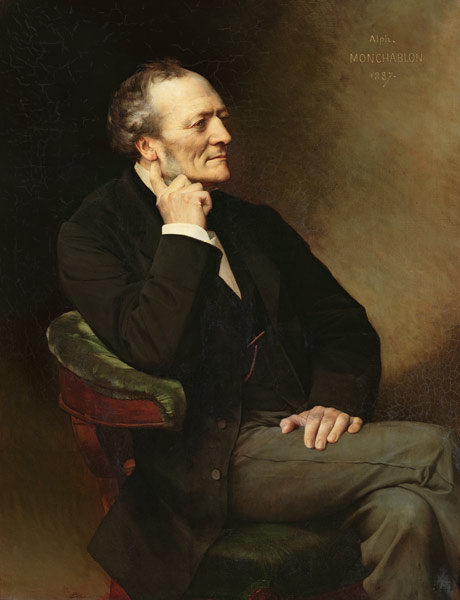
Портрет работы Альфонса Моншаблона
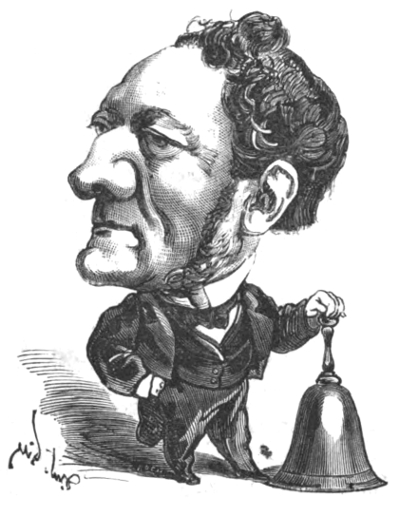
Карикатура на Бюффе